# IC 3687
IC 3687 est une galaxie irrégulière naine de type magellanique située dans la constellation des Chiens de chasse. Sa vitesse par rapport au fond diffus cosmologique est de 592 ± 17 km/s, ce qui correspond à une distance de Hubble de 8,73 ± 0,66 Mpc (∼28,5 millions d'al). Elle a été découverte par l'astronome allemand Max Wolf en 1903.
La classe de luminosité de IC 3687 est V-VI et elle présente une large raie HI.
En raison d'une brillance de surface égale à 14,94 mag/am2, on peut qualifier IC 3687 de galaxie à faible brillance de surface (LSB en anglais pour low surface brightness). Les galaxies LSB sont des galaxies diffuses (D) avec une brillance de surface inférieure de moins d'une magnitude à celle du ciel nocturne ambiant.

## Distance d'IC 3687
À ce jour, six mesures non basées sur le décalage vers le rouge (redshift) donnent une distance de 3,793 ± 1,263 Mpc (∼12,4 millions d'al), ce qui est à l'extérieur des valeurs de la distance de Hubble.
Cette galaxie, comme plusieurs de l'amas de la Vierge, est relativement rapprochée du Groupe local et on obtient souvent une distance de Hubble très différente en raison de leur mouvement propre dans le groupe où dans l'amas où elles sont situées. La distance de 3,793 Mpc est sans aucun doute plus près de la réalité. Selon ces deux mesures, IC 3687 se dirige vers le centre de l'amas en direction opposée à la Voie lactée. Notons que c'est avec la valeur moyenne des mesures indépendantes, lorsqu'elles existent, que la base de données NASA/IPAC calcule le diamètre d'une galaxie.

## Groupe de M106 et de M101
Selon A.M. Garcia, la galaxie IC 3687 fait partie d'un groupe de galaxies qui compte au moins 24 membres, le groupe de M106 (désigné comme NGC 4258 dans l'article de A.M. Garcia). Les autres membres du New General Catalogue de ce groupe sont NGC 4144, NGC 4242, NGC 4248, NGC 4258, NGC 4449, NGC 4460, NGC 4485, NGC 4490, NGC 4618, NGC 4625 et NGC 4736. Douze galaxies du Uppsala General Catalogue (UGC) complètent le groupe.
D'autre part, selon un article d'Abraham Mahtessian publié en 1998, plusieurs des galaxies du groupe de M106 font aussi partie d'un groupe plus vaste qui compte plus de 80 galaxies, le groupe de M101, mais IC 3687 n'en fait pas partie. Plusieurs galaxies de la liste de Mahtessian se retrouvent également dans d'autres groupes décrit par A.M. Garcia, soit le groupe de NGC 3631, le groupe de NGC 4051, le groupe de M109 (NGC3992), le groupe de NGC 4051, le groupe de M106 (NGC 4258) et le groupe de NGC 5457.
Plusieurs galaxies des six groupes de Garcia ne figurent pas dans la liste du groupe de M101 de Mahtessian. Il y a plus de 120 galaxies différentes dans les listes des deux auteurs. Puisque la frontière entre un amas galactique et un groupe de galaxie n'est pas clairement définie (on parle de 100 galaxies et moins pour un groupe), on pourrait qualifier le groupe de M101 d'amas galactique contenant plusieurs groupes de galaxies.
Les groupes de M101 et de M106 dont partie de l'amas de la Grande Ourse, l'un des amas galactiques du superamas de la Vierge.